# Light Years (album Kylie Minogue)
Light Years sedmi je studijski album australske pjevačice Kylie Minogue objavljen 2000. godine u izdanju diskografskih kuća Parlophone i Mushroom.

## O albumu
Light Years uglavnom se smatra njenim povratničkim albumom, jer se njime vratila pop korijenima i vrhovima ljestvica. Službena statistika prodaje albuma kaže da ga je prodano 1,3 milijuna primjeraka, dok producent pjesme Spinning Around kaže da je prodano preko 2 milijuna primjeraka albuma.
Album je postigao velik uspjeh u Australiji, gdje je dospio na 2. mjesto 8. listopada 2000. godine, a za dva tjedna i na prvo mjesto, tako postajući prvo Minoguein album koji je dospio na prvo mjesto australske ljestvice. 
Album je proveo ukupno 41 tjedan na australskoj ARIA ljestvici (to je treći Minoguein album koji se najduže zadržao na toj ljestvici), a ukupno 22 tjedna između prvih 10 mjesta. 
Od ARIA organizacije album je dobio 4 platinaste certifikacije zbog preko 280.000 prodanih primjeraka.
U Ujedinjenom Kraljevstvu, album je debitirao na 2. mjestu tamošnje ljestvice u listopadu 2000. godine. Idućeg tjedna pao je na 7. mjesto, onda nastavio da pada i tako se zadržao na ljestvici 31 tjedan. Dobio je platinastu certifikaciju od organozacije BPI zbog prodanih barem 300.000 primjeraka.
U ostalim državama, prodaja albuma bila je sigurnija. U Novom Zelandu, album je proveo 5 tjedana na ljestvici, a najviše mjesto mu je osmo. U Švedskoj, za 5 tjedana najviša mu je pozicija 25. mjesto, a dospio je i na 24. mjesto u Finskoj, 28. mjesto u Švicarskoj, 44. mjesto u Belgiji (Flandrija), 50. mjesto u Francuskoj i 71. mjesto u Nizozemskoj.

## Ponovno izdanje / Izdanje s turneje
Zbog uspjeha albuma i turneje "On a Night Like This", posebno pakovanje s turneje objavljeno je s drugim CD-om s nekoliko remikseva. Posebno izdanje albuma objavljeno je 5. ožujka 2001. godine. Za australsko izdanje, Minogue je napravila remake pjesme "Physical" od Olivie Newton-John na drugom CD-u, zbog popularnih izvedba pjesme na turneji. 

## Popis pjesama
| Br. | Skladba                      | Autor | Producent(i) | Trajanje |
| --- | ---------------------------- | ----- | ------------ | -------- |
| 1.  | »Password« (skrivena pjesma) |       |              | 3:50     |

| Br. | Skladba                         | Autor                                                      | Producent(i)                       | Trajanje |
| --- | ------------------------------- | ---------------------------------------------------------- | ---------------------------------- | -------- |
| 1.  | »Spinning Around«               | Paula Abdul, Ira Shickman, Osborne Bingham, Kara DioGuardi | Mike Spencer                       | 3:27     |
| 2.  | »On a Night Like This«          | Steve Torch, Mark Taylor, Brian Rawling, Graham Stack      | Mark Taylor, Graham Stack          | 3:33     |
| 3.  | »So Now Goodbye«                | Kylie Minogue, Steve Anderson                              | Johnny Douglas                     | 3:37     |
| 4.  | »Disco Down«                    | Johnny Douglas                                             | Johnny Douglas                     | 3:57     |
| 5.  | »Loveboat«                      | Minogue, Guy Chambers, Robbie Williams                     | Guy Chambers, Steve Power          | 4:10     |
| 6.  | »Koocachoo«                     | Minogue, Douglas                                           | Johnny Douglas                     | 4:00     |
| 7.  | »Your Disco Needs You«          | Minogue, Williams, Chambers                                | Steve Power, Guy Chambers          | 3:33     |
| 8.  | »Please Stay«                   | Minogue, Richard Stannard, Julian Gallagher, John Themis   | Richard Stannard, Julian Gallagher | 4:08     |
| 9.  | »Bittersweet Goodbye«           | Minogue, Anderson                                          | Steve Anderson                     | 3:43     |
| 10. | »Butterfly«                     | Minogue, Anderson                                          | Mark Picchiotti                    | 4:09     |
| 11. | »Under the Influence of Love«   | Paul Politi, Barry Eugene White                            | Richard Stannard, Julian Gallagher | 3:32     |
| 12. | »I'm So High«                   | Minogue, Chambers, Megan Smith                             | Guy Chambers, Steve Power          | 3:33     |
| 13. | »Kids« (s Robbiejem Williamsom) | Williams, Chambers                                         | Steve Power, Guy Chambers          | 4:20     |
| 14. | »Light Years«                   | Minogue, Stannard, Gallagher                               | Richard Stannard, Julian Gallagher | 4:47     |

Ponovno izdanje/Izdanje s turneje
1. "On a Night Like This" (Rob Searle mix)
2. "On a Night Like This" (Bini & Martini Club mix)
3. "On a Night Like This" (Bini & Martini Dub mix)
4. "Please Stay" (Hatiras Dreamy dub)
5. "Please Stay" (7th District Radio mix)
6. "Please Stay" (Metro mix)
7. "Please Stay" (7th District Club Flava mix)
8. "Butterfly" (Sandstorm dub)
9. "Your Disco Needs You" (Casino Radio Mix)

Australsko turnejsko pakovanje
1. "Spinning Around" (Club Mental Mix)
2. "Spinning Around" (Sharp Vocal)
3. "On a Night Like This" (Rob Searle mix)
4. "On a Night Like This" (Bini & Martini Club mix)
5. "On a Night Like This" (Bini & Martini Dub mix)
6. "Please Stay" (Hatiras Dreamy dub)
7. "Please Stay" (Metro mix)
8. "Please Stay" (7th District Club Flava mix)
9. "Butterfly" (Sandstorm dub)
10. "Your Disco Needs You" (Casino Radio Mix)
11. "Physical" (samo u Australiji)

Njemačke, španjolske i japanske inačice albuma sadrže pjesmu  "Your Disco Needs You", ali francuski uvod preveden je na njihove jezike. Na nekim inačicama (uključujući britansku, njemačku, kanadsku i španjolsku), postoji skrivena pjesma "Password", u pregap dijelu CD-a, dostupna kod premotavanja na početak CD-a, ili nastavljanja slušanja od zadnje skladbe do kraja.

## Singlovi

### Spinning Around
"Spinning Around" najavni je singl za album objavljen u lipnju 2000. godine. Debitirao je na prvom mjestu u Australiji i Ujedinjenom Kraljevstvu. Pjesma je označila Minoguein povratak svojim pop korijenima. Videospot koji prikazuje Minogue kako pleše u noćnom klubu u zlatnim vrućim hlačicama započeo je opsjednutost tabloida za njom.

### On a Night Like This
"On a Night Like This" objavljen je u rujnu 2000. godine i debitirao je na prvom mjestu australske i drugom mjestu britanske ljestvice. Objavljivanje pjesme kao singl podudaralo se s Minogueinom nastupom na svečanom otvaranju Olimpijskih igara u Sidneyu 2000. godine gdje je pjevala tu pjesmu. Sljedećeg tjedna, kad je već pala s vrha ljestvice, pjesma se vratila na prvo mjesto u Australiji.

### Kids
U listopadu 2000. godine, objavljen je Minoguein duet s Robbiejem Williamsom, pjesma "Kids". Pjesma, koju su napisali Robbie Williams i Guy Chambers, dospjela je na drugo mjesto u Ujedinjenom Kraljevstvu i 5. mjesto u Australiji. Drgačija inačica ove pjesme, s drugačijim Williamsovim repom, pojavljuje se na njegovom albumu   Sing When You're Winning.

### Please Stay
"Please Stay" objavljena je kao singl u prosincu 2000. godine i dospjela je na 10. mjesto u Ujedinjenom Kraljevstvu i 10. mjesto u Australiji. "Santa Baby", b-strana singla, objavljena je na britanskom radiju kao promotivni singl tijekom Božićnog perioda. Minogue je izvodila ovu pjesmu na britanskom glazbenom showu Top of the Pops.

### Your Disco Needs You
"Your Disco Needs You" druga je pjesma koju su napisali Robbie Williams i Guy Chambers za album. Pjesma je postala mali hit kad je objavljena kao singl u Njemačkoj i Australiji. U Australiji to je njeno prvo ograničeno singl izdanje, objavljeno je samo 10.000 primjeraka. To se primijetilo i na ljestvici, jer singl je debitirao na 20. mjestu, zatim pao na 45. mjesto dok nije napustio ljestvicu.

### Butterfly
Dance pjesma "Butterfly" postajala je popularna na klupskoj sceni. Nakon remiksa 2001. godine, pjesma je objavljena kao singl u SAD-u gdje je bila hit na ljestvici    Billboard Dance/Club Play. Ista pjesma pojavljuje se na američkom izdanju Minogueinog albuma Fever.

## Top ljestvice
| Top ljestvica (2000.)  | Najviša pozicija |
| ---------------------- | ---------------- |
| Australija             | 1                |
| Belgija (Flandrija)    | 44               |
| Finska                 | 24               |
| Francuska              | 50               |
| Mađarska               | 16               |
| Novi Zeland            | 8                |
| Nizozemska             | 71               |
| Švedska                | 25               |
| Švicarska              | 28               |
| Ujedinjeno Kraljevstvo | 2                |

| Država       | Izdavač(i) | Certifikacija | Prodaja  |
| ------------ | ---------- | ------------- | -------- |
| Australija   | ARIA       | 4x platinasta | 280,000+ |
| Južna Afrika | RISA       | zlatna        | 23,000+  |
| UK           | BPI        | platinasta    | 475,000+ |

## Impresum
| - Kylie Minogue – glavni vokali, pozadinski vokali - Guy Chambers - gitara, producent - Big G. - gitara, producent, tehnika, mikseta - Alan Ross - gitara - Neil Taylor - gitara - John Themis - gitara - Paul Turner - gitara, bas - Winston Blissett - bas - Steve Lewinson - bas - Phil Spalding - bas, fuzz bas - Dave Clews – klavijature, programiranje - Simon Hale - klavijature, dirigent, aranžman gudačkih instrumenata - Steve Power - klavijature, producent, inženjer, mikseta - Craig J. Snider - klavijature - Paul Mertens - flauta - Resin Rubbers – gudački instrumenti - Andy Duncan – otkucavanje, programiranje bubnjeva - Tracie Ackerman - pozadinski vokali - Andy Caine - pozadinski vokali - Rick Driscoll - pozadinski vokali - Lance Ellington - pozadinski vokali - Clive Griffith - pozadinski vokali - Pete Howarth - pozadinski vokali - Sylvia Mason James - pozadinski vokali - Katie Kissoon - pozadinski vokali - Mick Mullins - pozadinski vokali - Sharon Murphy - pozadinski vokali - Tessa Niles - pozadinski vokali - Gary Nuttall - pozadinski vokali - Dan Russell - pozadinski vokali - Jonn Savannah - pozadinski vokali | - Miriam Stockley - pozadinski vokali - Tony Walthers - pozadinski vokali - Carl Wayne - pozadinski vokali - Paul "Tubbs" Williams - pozadinski vokali - Claire Worrall - pozadinski vokali - Will Malone – aranžer, dirigent - Dave Sears - aranžer - Gavyn Wright - dirigent - Johnny Douglas – producent, doba - Julian Gallagher - producent - Mark Picchiotti – producent, mikseta - Graham Stack - producent, mikseta - Richard Stannard - producent - Mark Taylor - producent, mikseta - Sergio Flores – ponovno producirao - Ash Howes - mikseta, snimanje - Tom Carlisle - inženjer, mikseta - Savvas Lossifidis - inženjer - Ren Swan - inženjer, mikseta - Richard Woodcraft - inženjer - Adam Brown - mikseta, snimanje - Steve McNichol - programiranje - David Naughton -pomoćni inženjer - Alvin Sweeney - pomoćnik - Jim Brumby - digitalno uređivanje - Pete Davis - digitalno uređivanje - Richard Flack - digitalno uređivanje - Dave McCracken - digitalno uređivanje - Mike Spencer - production concept - Vincent Peters - fotograf - William Baker - stilist |